# Sergei Beljajew
Sergei Nikolajewitsch Beljajew (kasachisch Серге́й Беля́ев; * 8. Mai 1960 in Taschkent, Usbekische SSR; † 6. September 2020) war ein kasachischer Sportschütze.

## Erfolge
Sergei Beljajew, der bei Dinamo Almaty aktiv war, nahm an den Olympischen Spielen 1996 in Atlanta teil. Mit dem Luftgewehr erzielte er 577 Punkte und beendete den Wettkampf auf dem geteilten 38. Platz unter insgesamt 44 Teilnehmern, 14 Punkte von den Qualifikationsplätzen für das Finale entfernt. Im Dreistellungskampf mit dem Kleinkalibergewehr kam er ebenso wie Jean-Pierre Amat in der Qualifikation auf 1175 Punkte, was die höchste erzielte Punktzahl der Qualifikation und gleichzeitig auch ein neuer olympischer Rekord war. Im Finale war er mit 97,3 Punkten lediglich der sechstbeste Schütze unter den acht Finalstartern, behauptete sich mit seinen 1272,3 Gesamtpunkten aber dennoch auf dem zweiten Rang hinter Amat und gewann vor dem Österreicher Wolfram Waibel die Bronzemedaille. Auch im Wettkampf mit dem Kleinkaliber im liegenden Anschlag gelang ihm der Finaleinzug, nachdem er in der Qualifikation 598 Punkte erzielt und den vierten Rang belegt hatte. Sein Finalresultat von 105,3 Punkten war das beste der Wettkampfrunde, sodass er noch an Sjarhej Martynau und Jozef Gönci vorbeizog und hinter Christian Klees und vor Gönci eine weitere Silbermedaille gewann.
Während Beljajew bei Weltmeisterschaften keine Medaille gewinnen konnte, sicherte er sich 2000 in Pulau Langkawi bei den Asienmeisterschaften Bronze im liegenden Anschlag mit dem Kleinkalibergewehr. Bei Asienspielen gewann er 1994 in Hiroshima in den Einzelkonkurrenzen mit dem Kleinkalibergewehr sowohl im liegenden als auch im knienden Anschlag jeweils die Goldmedaille, während er im Dreistellungskampf den dritten Platz belegte. In den Mannschaftswettbewerben sicherte er sich im Dreistellungskampf die Silber- sowie im liegenden Anschlag die Bronzemedaille. In Busan gewann Beljajew 2002 abermals im liegenden Anschlag mit dem Kleinkaliber die Goldmedaille und wiederholte auch den Gewinn der Bronzemedaille mit der Mannschaft. Im Dreistellungskampf belegte er in der Mannschaftskonkurrenz ebenfalls den dritten Rang. 2006 in Doha wurde er im liegenden Anschlag mit dem Kleinkaliber Dritter und sicherte sich in der Mannschaftskonkurrenz seinen vierten und letzten Titel bei den Asienspielen.
Er war verheiratet und hatte zwei Kinder.